# Моцеєнь (комуна)
Моцеєнь, Моцеєні (рум. Moțăieni) — комуна у повіті Димбовіца в Румунії. До складу комуни входять такі села (дані про населення за 2002 рік):
- Кукутень (662 особи)
- Моцеєнь (1584 особи)

Комуна розташована на відстані 90 км на північний захід від Бухареста, 19 км на північ від Тирговіште, 63 км на південь від Брашова.

## Населення
За даними перепису населення 2002 року у комуні проживали 2246 осіб. Усі жителі комуни рідною мовою назвали румунську.
Національний склад населення комуни:
| Національність | Кількість осіб | Відсоток |
| -------------- | -------------- | -------- |
| румуни         | 2241           | 99,8%    |
| цигани         | 4              | 0,2%     |
| німці          | 1              | < 0,1%   |

Склад населення комуни за віросповіданням:
| Релігія       | Кількість осіб | Відсоток |
| ------------- | -------------- | -------- |
| православні   | 2236           | 99,6%    |
| адвентисти    | 7              | 0,3%     |
| римо-католики | 2              | 0,1%     |
| лютерани      | 1              | < 0,1%   |